# Muğla (circonscription électorale)
La circonscription électorale de Muğla correspond à la province du même nom et envoie 7 députés à la Grande assemblée nationale de Turquie (6 entre 1995 et 2018).

## Composition
La circonscription de Muğla est divisée en 13 districts (ilçe). Chaque district est composé d'un chef-lieu et de municipalités (communes et villages).

## Résultats électoraux

### Élections législatives de 2018
| Partis                   | Partis                                        | Voix    | %     | Sièges | +/-           | Élus                                                     |
| ------------------------ | --------------------------------------------- | ------- | ----- | ------ | ------------- | -------------------------------------------------------- |
|                          | Parti républicain du peuple (CHP)             | 264 842 | 40,86 | 4      | 1             | Mürsel Alban, Suat Özcan, Burak Erbay et Süleyman Girgin |
|                          | Parti de la justice et du développement (AKP) | 182 679 | 28,19 | 2      | en stagnation | Mehmet Yavuz Demir et Yelda Erol Gökcan                  |
|                          | Le Bon Parti (İYİ)                            | 106 862 | 16,49 | 1      | Nv.           | Metin Ergun                                              |
|                          | Parti démocratique des peuples (HDP)          | 43 648  | 6,73  | 0      | en stagnation |                                                          |
|                          | Parti d'action nationaliste (MHP)             | 42 033  | 6,49  | 0      | 1             |                                                          |
|                          | Parti de la félicité (SP)                     | 3 958   | 0,61  | 0      | en stagnation |                                                          |
|                          | Parti patriote (VATAN)                        | 2 667   | 0,41  | 0      | en stagnation |                                                          |
|                          | Parti de la cause libre (HÜDA PAR)            | 1 402   | 0,22  | 0      | en stagnation |                                                          |
|                          |                                               |         |       |        |               |                                                          |
| Total                    | Total                                         | 648 091 | 100   | 7      | 1             | -                                                        |
| Inscrits / participation | Inscrits / participation                      | 725 909 | 88,57 |        |               |                                                          |

### Élections législatives de 2023
| Partis                   | Partis                                        | Voix    | %     | Sièges | +/-           | Élus                                                          |
| ------------------------ | --------------------------------------------- | ------- | ----- | ------ | ------------- | ------------------------------------------------------------- |
|                          | Parti républicain du peuple (CHP)             | 275 572 | 37,58 | 4      | en stagnation | Cumhur Uzun, Gizem Özcan, Süreyya Öneş Derici et Selçuk Özdağ |
|                          | Parti de la justice et du développement (AKP) | 179 668 | 24,50 | 2      | en stagnation | Kadem Mete et Yakup Otgöz                                     |
|                          | Le Bon Parti (İYİ)                            | 124 900 | 17,03 | 1      | en stagnation | Metin Ergun                                                   |
|                          | Parti d'action nationaliste (MHP)             | 45 890  | 6,27  | 0      | en stagnation |                                                               |
|                          | Parti des travailleurs de Turquie (TIP)       | 41 198  | 5,62  | 0      | en stagnation |                                                               |
|                          | Parti de la gauche verte (YSP)                | 26 021  | 3,55  | 0      | en stagnation |                                                               |
|                          | Parti de la victoire (ZP)                     | 12 251  | 1,67  | 0      | Nv.           |                                                               |
|                          | Parti de la patrie (M)                        | 8 935   | 1,22  | 0      | Nv.           |                                                               |
|                          | Nouveau parti de la prospérité (YRP)          | 4 585   | 0,63  | 0      | Nv.           |                                                               |
|                          | Parti de la justice (AP)                      | 2 364   | 0,32  | 0      | Nv.           |                                                               |
|                          | Parti jeune (GP)                              | 2 300   | 0,31  | 0      | en stagnation |                                                               |
|                          | Parti de la grande unité (BBP)                | 2 085   | 0,28  | 0      | en stagnation |                                                               |
|                          | Parti patriote (VATAN)                        | 1 512   | 0,21  | 0      | en stagnation |                                                               |
|                          | Parti communiste de Turquie (TKP)             | 1 198   | 0,16  | 0      | en stagnation |                                                               |
|                          | Parti de la mère patrie (ANAP)                | 1 142   | 0,16  | 0      | en stagnation |                                                               |
|                          | Parti de gauche (SOL)                         | 832     | 0,11  | 0      | en stagnation |                                                               |
|                          | Parti de la nation (MP)                       | 740     | 0,10  | 0      | en stagnation |                                                               |
|                          | Parti des droits et libertés (HAK)            | 627     | 0,09  | 0      | en stagnation |                                                               |
|                          | Parti de libération du peuple (HKP)           | 478     | 0,07  | 0      | en stagnation |                                                               |
|                          | Parti de la route nationale (MYP)             | 258     | 0,04  | 0      | Nv.           |                                                               |
|                          | Mouvement communiste (TKH)                    | 256     | 0,03  | 0      | Nv.           |                                                               |
|                          | Parti de l'innovation (YP)                    | 182     | 0,02  | 0      | Nv.           |                                                               |
|                          | Parti de la justice et de l'unité (AB)        | 33      | 0,00  | 0      | Nv.           |                                                               |
|                          | Parti de l'union du pouvoir (GBP)             | 12      | 0,00  | 0      | Nv.           |                                                               |
|                          | Indépendants (Ind.)                           | 171     | 0,02  | 0      | en stagnation |                                                               |
|                          |                                               |         |       |        |               |                                                               |
| Total                    | Total                                         | 733 210 | 100   | 7      | en stagnation | -                                                             |
| Inscrits / participation | Inscrits / participation                      | 806 442 | 90,19 |        |               |                                                               |